# Tor Nørretranders

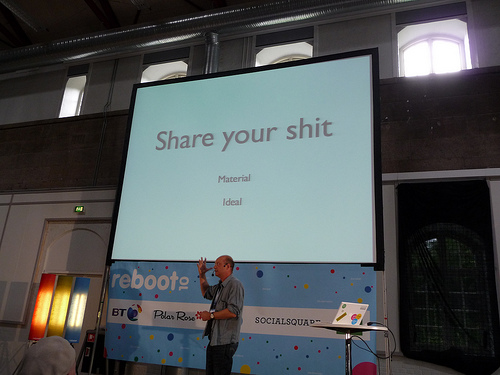
Tor Nørretranders spreekt tijdens Reboot 10 in Kopenhagen.

Tor Nørretranders (Kopenhagen, 20 juni 1955) is een toonaangevende Deense wetenschapsjournalist en schrijver van tal van wetenschappelijke boeken en artikelen over onderwerpen als milieu, wetenschapspolitiek en kwantummechanica.

## Biografie
Norretranders behaalde zijn middelbareschooldiploma in 1973 aan het 'Det Frie Gymnasium'. Hij haalde een graad aan de Universiteit van Roskilde in 1982, gespecialiseerd in milieuplanning. In 1993 trouwde hij met Ursula Krabbe.